# Oh You're So Silent Jens
Oh You're So Silent Jens è un album di raccolta del cantautore svedese Jens Lekman, pubblicato nel 2005.

## Tracce
Testi e musiche di Jens Lekman, eccetto dove indicato.
1. At the Dept. of Forgotten Songs – 1:32
2. Maple Leaves (EP version) – 3:59 (Lekman, Dan Treacy)
3. Sky Phenomenon – 4:34
4. Pocketful of Money – 4:20
5. Black Cab – 4:54
6. Someone to Share My Life With – 3:32 (Treacy)
7. Rocky Dennis' Farewell Song – 5:22
8. Rocky Dennis in Heaven – 1:02
9. Jens Lekman's Farewell Song to Rocky Dennis – 3:55
10. Julie (Remix) – 3:02
11. I Saw Her in the Anti War Demonstration – 3:11
12. A Sweet Summer's Night on Hammer Hill – 3:27
13. A Man Walks into a Bar – 4:20
14. Another Sweet Summer's Night on Hammer Hill – 3:22
15. F-Word – 4:36 (Lekman, Malcolm Middleton, Aidan Moffat)
16. The Wrong Hands – 4:21
17. Maple Leaves (7" version) – 3:45 (Lekman, Treacy)